# Ordoño III
Ordoño III (ok. 926 – 956, w Zamora) – król Leónu w latach 951-956, syn i następca Ramiro II (931-951). Zmuszony był walczyć z władcami Nawarry i Kastylii, które to królestwa poparły roszczenia do trony Leónu jego młodszego, przyrodniego brata – Sancho Grubego.
To nie był jedyny problem podczas jego krótkich rządów. Musiał poradzić sobie z wewnętrzną rebelią, atakiem muzułmanów z Andaluzji i buntem w Galicji. W 955, w odpowiedzi na atak muzułmanów Ordoño wysłał swoje oddziały, które zawędrowały aż do Lizbony. Muzułmanie zaproponowali pokój i negocjacje zakończyły się pokojem między królem Leónu i kalifem Kordowy – Abd al-Rahmanem III (912-961).
Ordoño próbował kontynuować politykę swojego ojca – fortyfikować swoje królestwo i budować autorytet władzy królewskiej w oczach hrabiego Ferdynanda Gonzáleza. González dążył do secesji Leónu.